# ديريك غيري
ديريك غيري (بالإنجليزية: Derek Geary)‏ (19 يونيو 1980 بدبلن في جمهورية أيرلندا - ) هو لاعب كرة قدم أيرلندي في مركز الدفاع. لعب مع ستوكبورت كونتي وشيفيلد وينزداي وشيفيلد يونايتد.

## وصلات خارجية
- ديريك غيري على موقع قاعدة بيانات كرة القدم.إي يو (الإنجليزية)
- ديريك غيري على موقع Soccerbase.com (لاعب) (الإنجليزية)
- ديريك غيري على موقع عالم كرة القدم.نت (الإنجليزية)